# Haarby Kirke
Haarby Kirke er en kirke i Haarby på Fyn. Den stammer som de fleste danske landsbykirker fra den store kirkebygningstid 1150–1250, men det nøjagtige årstal kendes ikke. Man antager, at der har været kirke på stedet tidligere, idet man har fundet rester af træværk under fundamentet ved koret. På grund af mangel og tilbygninger er det kun skibet og koret, der er tilbage af den oprindelige kirke. Store restaureringsarbejder i nyere tid har fundet sted i 1856, 1938 og senest i 1975-76. Haarby kirke er bl.a. kendt for at være Fyns største landsbykirke.
Siden 1982 har Pastor Svend A. Jacobsen (f. 1947) (Hårby Sogn) bl.a. givet gudstjenester i denne kirke.
Under Hårby kirke er Rigsmarsk Anders Bille stedt til hvile.